# انصار برنی
انصار برنی (به زبان اردو: انصار برنی؛ متولد ۱۴ اگوست ۱۹۶۵ در شهر کراچی، ایالت سند پاکستان) رهبر حقوق بشر پاکستان و فعال حقوق مدنی است. او فارغ‌التحصیل کارشناسی ارشد حقوق از دانشگاه کراچی و دکترای افتخاری فلسفه‌است. وی از ۳۰ سال قبل به عنوان اولین فردی که مفهوم حقوق بشر را در پاکستان معرفی کرد، شناخته شد.

در سال ۱۹۸۰، وی «ائتلاف رفاه انصار برنی»، «انجمن کمک به زندانیان» و «دفتر امور کودکان گمشده یا دزدیده‌شده» را در کراچی بنیان نهاد.

## دوره جوانی
انصار برنی، در دوره نوجوانی خود در دهه ۱۹۷۰، رهبر دانش‌آموزی برجسته‌ای در فدراسیون دانش‌آموزی مردمی بود و به سردادن فریاد عدالتخواهی، شأن انسانی و حقوق مدنی شناخته شده بود. تلاش‌ها و مبارزات انصار در سال ۱۹۷۷ او را به دردسر و درگیری با حکومت نظامی انداخت. در سن ۲۰ سالگی به جرم سخنرانی علیه قانون نظامی به نفع دموکراسی دستگیر شد؛ و از سوی دادگاه نظامی به هشت ماه زندان با مجازات سنگین محکوم شد. پس از آزادی در سال ۱۹۷۸، سردمداران حکومت نظامی بار دیگر او را دستگیر کردند و به دو ماه زندان دیگر حکم دادند و در سال ۱۹۷۹، برنی برای سومین بار دستگیر شد و به مدت یک ماه در بازداشت به‌سر برد.
در طی دوره‌های بازداشت در زندان‌های مختلف پاکستان، انصار برنی شاهد مستقیم شرایط ناگوار زندان‌ها بود و با زندانیان بیشماری ملاقات کرد که بدون جرم و اتهام به زندان افتاده بودند؛ برخی از آن‌ها بدون محاکمه بیش از ۴۰ سال در آنجا به سر می‌بردند.

پس از آزادی از زندان و کسب مدرک تحصیلی در رشته حقوق "جمعیت کمک به زندانیان" و "دفتر کودکان گمشده و ربوده شده" را در کراچی پاکستان در سال ۱۹۸۰ میلادی ایجاد کرد. و سرانجام بنیاد اعتماد بین‌المللی نصار برنی را با دفترهایی در کراچی، اسلام آباد، پیشاور، میرپور، کویته، واشنگتن دی سی و لندن بنیان نهاد.

بنیاد اعتماد انصار برنی، نهادی غیر دولتی، غیرسیاسی و غیرانتفاعی است که در ابتدا برای رفاه زندانیان، دگرگونی شرایط زندان‌ها و آسایشگاه‌های روانی و ردیابی کودکان گمشده و ربوده شده ایجاد شده‌است. هرچند که بعدها دایرهٔ فعالیت این نهاد به حمایت از حقوق بشر گسترده شد.

## مقام‌های اجرائی

### ریاست نهاد بین‌المللی انصار برنی
در سال ۱۹۸۰، در ابتدا با هدف کمک به زندانیان و ردیابی کودکان ربوده شده توسط انصار برنی در شهر بندری کراچی تأسیس شد. این نهاد اولین موسسهٔ پاکستانی حمایت از حقوق بشر بود.

این نهاد که نهادی غیرانتفاعی، غیر دولتی و غیر سیاسی بود، فعالیت خود را با جنگ علیه تمام اشکال بی قانونی‌ها، مجازات‌های بی رحمانه، غیرانسانی و اهانت‌آمیز، سوء استفاده از کودکان، خشونت علیه زنان و سایر موارد نقض حقوق بشر بدون هیچ گونه تبعیض یا وابستگی شروع کرد.

نهاد انصار برنی، با رهبری آقای انصار برنی شبکه‌ای از نهادهای حقوق بشری و داوطلبان است که برای گسترش عدالت، آزادی‌های مدنی و حقوق انسانی فعالیت می‌کند. این نهاد برای ایجاد آگاهی، ارائهٔ مشاوره‌های رایگان حقوقی و سایر کمک‌های بشری و انسان دوستانه در مواقع لزوم تلاش می‌کند.

بعد از شکل‌گیری این نهاد در سال ۱۹۸۰، در تغییر شکل دفاتر پلیس، زندان‌ها و آسایشگاه‌های روانی موفق بوده‌است. این نهاد برای حمایت از زندانیان، آزادی و بازتوانی آنها، و همچنین زندانیان و بیماران غیرقانونی فعالیت کرده‌است.

### وزیر فدرالی حقوق بشر پاکستان
در ۱۶ نوامبر ۲۰۰۷، انصار برنی به عنوان وزیر حقوق بشر در دولت موقت فدرالی سوگند یاد کرد. وی اولین فرد بر مسند ریاست وزارتخانه تازه تأسیس حقوق بشر در پاکستان است. او مسول ایجاد وزارتخانه، کمیسیون ملی حقوق بشر و نظارت بر انتخابات عمومی در پاکستان شد.

در طی دورهٔ وزارت، انصار برنی از ۲۵ زندان و آسایشگاه روانی در سراسر پاکستان دیدن کرد که منجر به آزادی چند صد فرد بیگناه از جمله کودکی هفت ساله شد. او همچنین برای دگرگونی در وضع مدیریت زندان‌ها، ایجاد نوانخانه‌ها و پناهگاه‌ها برای زنان و کودکان تلاش کرد.

### کارشناس مشاور شورای حقوق بشر سازمان ملل متحد
در ۲۷ مارس ۲۰۰۸، انصار برنی برای مدت سه سال به عنوان مشاور کنسول حقوق بشر در سازمان ملل متحد، "به دلیل فعالیت‌های شناخته شده در زمینه حقوق بشر، با اذعان به صلاحیت و بیطرفی وی با حمایت گستردهٔ تمام اعضای شورا" درآمد.

## فعالیت‌های بشردوستانه

### بهسازی و اصلاح زندان‌ها و حقوق زندانی‌ها
انصار برنی در طی سه دهه گذشته در سمت ریاست "بنیاد انصار برنی"، برای گسترش عدالت کوشیده است. وی در مجموع توانسته است حدود ۷۰۰،۰۰۰ زندانی فراموش شده در زندان‌ها در سرتاسر دنیا را آزاد کند. در این زمینه، او به دلیل تلاش‌های خود برای آزادی زندانیان غیرقانونی و غیرعمدی شناخته می‌شود.
این موارد شامل افرادی است که حتی بیش از ۴۵ سال از عمر خود را با اتهام‌های اشتباه در زندان و آسایشگاه‌های روانی گذرانده‌اند در حالی‌که سالم بوده‌اند.

در طول مدت بازداشت، انصار برنی فرصت درک شرایط وخیم زندانیان را پیدا کرد. او سپس شروع به بازدید از زندان‌ها و موسسات روانی مختلف در پاکستان کرد. او همچنین شروع به اطلاع رسانی و ایجاد آگاهی در مورد زندان‌ها و آسایشگاه‌های روانی کرد. و در سرانجام او در سه دهه گذشته پیشرفت‌های زیادی در این زمینه ایجاد کرده‌است.

بنیاد بین‌المللی انصار برنی با حضور سرزده در زندان‌ها و موسسات روانی، مانع از پایمال شدن حقوق زندانیان، بازداشت و زندان‌های غیرقانونی یا سوء استفاده از بیماران روانی می‌شود. این مؤسسه تا به حال موفق به رایزنی‌هایی جهت بهبود وضعیت زندگی و غذا، جداسازی جنسیتی زندان‌ها، آموزش و کارآموزی زندانیان، متوقف کردن زنجیرسازی کودکان و بیماران روانی و ذهنی، و برداشتن زندان به عنوان محل تولد در گواهی تولد نوزادان متولد شده در زندان، شده‌است. بر اثر تلاش‌های این بنیاد بین‌المللی، هم‌اکنون زندانیان از خدمات بهتر پزشکی در زندان‌ها بهره می‌گیرند. بیماران روانی که به دلیل کمبود تخت‌های بستری به زندان‌ها سپرده شده بودند، هم‌اکنون در بیمارستان‌ها تحت درمان قرار می‌گیرند. . پس از معرفی موارد قضایی زندانیان و بیماران زن به نخست وزیر وقت پاکستان توسط انصار برنی؛ بیماران و زندانیان زن که پیش از آن در زندان با کمک سایر زندانیان وضع حمل می‌کردند، از آن پس تحت نظر پرستاران زن مداوا می‌شوند.

کارکنان و داوطلبان بنیاد انصاربرنی به‌طور پیوسته با زندانیان زن ملاقات می‌کنند تا موارد آزار و سوء استفاده جنسی را بررسی کنند. این ملاقات‌ها باعث کاهش چشمگیر موارد تجاوز در زندان‌ها شده‌است. آن‌ها موفق به جلوگیری از بازجویی و بازداشت زنان توسط پرسنل مرد شده‌اند.

زندانیان غیر مسلمان، که تا پیش از آن توانایی و امکانات انجام فرائض دینی خود را نداشتند، امکان انجام عبادات خاص مذهبی خود را در زندان پیدا کردند.
بنیاد انصار برنی، ۸۴ نماینده را در زندان‌ها و آسایشگاه‌های روانی مأمور مراقبت و نظارت از زندانیان و بیماران کرده‌است. یکی از موفقیت‌های آن‌ها در طول سالیان گذشته، جمع‌آوری اطلاعات زندانی‌های پاکستانی با اتهام‌های اشتباه در سراسر دنیا است. نمایندگان این بنیاد مسئول ارائه مشاوره‌ها و خدمات قانونی و علاوه بر آن، آزادسازی این گونه زندانیان هستند. علاوه بر این، مأموران این بنیاد توانسته‌اند تا برخی از زندانیان خارجی از زندان‌های پاکستان را آزاد کرده و با هزینه این بنیاد به کشورهای محل اقامت خود بفرستند.

### موارد برجسته
انصار برنی در آزادی بسیاری از زندانیان در سرتاسر جهان درگیر بوده‌است. مواردی که در پی می‌آیند از جمله موارد مهمی بوده‌است که انصار برنی به عنوان رئیس جامعه حمایت از زندانیان در آن‌ها دخالت داشته‌است.

#### ۱۹۸۵: سید مظفر علی شاه
سید مظفر علی شاه ۳۷ سال پیش از آن تاریخ تحت "قانون دیوانگی" هنگامی که قصد گزارش یک مورد رشوه‌گیری را داشت بازداشت شد. او به مدت ۳۷ سال بدون هیچگونه اتهام و دادگاهی در زندان نگه‌داری شد. او در نهایت با تلاش‌های جامعه حمایت از زندانیان آزاد شد.

#### ۱۹۸۷: مهر دین
در سن ۲۰ سالگی به اتهام قتل به دلیل شباهت اسمی با قاتل توسط پلیس بازداشت شد. وی چهار سال را در زندان گذراند تا آنکه در دادگاه تبرئه شد. اما به جای آزاد شدن از زندان به اتهام قتل دیگری برای مدت هفده سال دیگر، این بار بدون برگزاری دادگاه یا اتهام قانونی در زندان نگهداری شد. او در نهایت به بخش زندانیان روانی منتقل شد، این در حالی بود که به مدت ۲۱ سال از دیدار خانواده خود محروم بود. او پس از شناسایی توسط انصار برنی، با کمک جامعهٔ حمایت از زندانیان آزاد شد.

#### ۱۹۸۷: مختار
مختار در سال ۱۹۵۲، به دلیل تلاش برای قتل در کوهات بازداشت شد و به هفت سال تبعید و کار سخت محکوم شد. پس از گذراندن یک سال و نیم در زندان "دی. ای. خان" به زندان پیشاور فرستاده شد و هجده سال بعد را بدون اتهام یا جرمی در این زندان سپری کرد. در سال ۱۹۷۰ هنگامی که یکی از زندان بانان متوجه نگهداری بی‌دلیل وی در زندان شد، او را از زندان آزاد کردند. اما او دوباره در کراچی بازداشت شد و تا سال ۱۹۸۷ در زندان باقی‌ماند. مورد قضائی وی توسط انصار برنی شناسایی شد و به دادگاه عالی سندز ارجاع داده شد. وی در نهایت پس از گذراندن ۳۵ سال از زندان آزاد شد.

#### ۱۹۸۸: محمد اختر
یک زندانی زن در سال ۱۹۴۶ به زندان فرستاده شد. او در زندان مورد تجاوز قرار گرفت و فرزند خود را در سال ۱۹۴۸ با نام محمد اختر در زندان به دنیا آورد. هنگامی که محد پنج ساله بود مادرش در زندان درگذشت. او هیچ سرپرستی در خارج زندان نداشت. محمد اختر چهل سال بعد زندگی خود را در همان زندان، بدون ترک سلول خود گذراند. انصار برنی او را در حین بازدید از زندان شناسایی و آزاد کرد.

#### ۱۹۹۱: زندانی بی‌نام
یک دختر، که نام وی هیچ گاه شناخته نشد، در سال ۱۹۳۶ به دلیل ناراحت کردن نائب السلطنه بریتانیا بازداشت شد. او ۵۵ سال در زندان ماند. شنوایی خود را از دست دادو در سن هفتاد سالگی بلافاصله پس از شناسایی توسط انصار برنی از جمعیت حمایت از زندانیان، مورد قضایی وی به دادگاه عالی سندز ارجاع داده شد. قاضی فخرالدین. جی. ابراهیم حکم آزادی فوری وی را صادر کرد.

#### ۱۹۹۲: غلام فاطیما
غلام فاطمیا، زنی بود که شاهد قتل همسر خود در حین ناآرامی‌های بین مسلمانان و هندوها در سال ۱۹۴۷ بود. وی در این هنگام تعادل ذهنی خود را از دست داد و توسط پلیس به جرم ولگردی بازداشت شده و به آسایشگاه روانی زندان لاهور فرستاده شد. وی ۴۵ سال را در زندان لاهور سپری کرد. انصار برنی در حین بازدید از آسایشگاه روانی زندان وی را شناسایی کرد و در آزادی وی کوشید.

## رایزنی علیه مجازات اعدام در پاکستان
دز طی سالیان متمادی، برنی در مقام وکیل مدافع حقوق بشر و کارشناس دستگاه قضایی پاکستان، آگاهی زیادی در مورد نقاط ضعف قانون و دستگاه قضایی پاکستان کسب کرد. او برای لغو قانون مجازات اعدام و تبدیل آن به حبس ابد در زندان‌های پاکستان کمپین‌هایی ایجاد کرد و با دادگاه عالی پاکستان و رئیس‌جمهورهای مختلف پاکستان در این مورد ارتباط برقرار کرد.

طبق بررسی‌های برنی اکثر زندانیان در انتظار مجازات اعدام در پاکستان در حقیقت افراد بیگناهی بودند که بر اثر شباهت اسمی، یا قرار گرفتن در موقعیت‌های اشتباه -بازداشت اشتباه- همچنین بیماران روانی- فیزیکی یا افراد سالمی که بر اثر نگه‌داری طی سال‌های متمادی در زندان در شرایط سخت و غیر انسانی دچار ناتوانی‌های ذهنی یا جسمی شده‌اند.
به دلیل موقعیت اجتماعی و بین‌المللی انصار برنی، رئیس جمهور کنونی پاکستان، آصف علی زرداری به چندین دستگاه دولتی پاکستان دستور داده است تا در حد امکان با بررسی موارد قضایی، حکم‌های اعدام را به حبس ابد تبدیل کنند. انتظار میرود به زودی در این باره تصمیم گیری نهایی انجام شود.

## مبارزه با قاچاق انسان، زندان اشتباه و برده داری
انصار برنی به دلیل فعالیت‌های خود در طی بیست سال گذشته علیه قاچاق انسان و برده داری در سطح بین‌المللی، پاکستان، خاورمیانه و افریقا شناخته شده‌است. در طول این مدت، با کمک دولت‌ها و مقام‌های مختلف، موفق به آزادسازی هزاران زندانی به اشتباه حبس شده از زندان و برده در دنیا شده‌است. این امر شامل کمک کردن به دختران خردسالی که در بازارهای تجارت بردگان جنسی فروخته می‌شوند و همچنین کودکانی که برای برده داری داری نوین مورد استفاده قرار می‌گیرند می‌شود. در سال ۲۰۰۵، بنیاد بین‌المللی انصار برنی موفق به آزادسازی و کمک به ۱۳،۹۷۶ قربانی در خاورمیانه شده‌است.

### موارد برجسته
آنچه در پی می‌آید، برخی از موارد برجستهٔ مبارزه با قاچاق انسان و برده داری است که انصار برنی وکالت آن‌ها را بر عهده داشته‌است:

#### ۱۹۹۰ تا به امروز - کودکان شتر سوار
انصار برنی در زمینهٔ آزادسازی کودکان خردسالی که به‌طور غیرقانونی در خاورمیانه برای مسابقات شترسواری به بردگی گرفته میشده‌اند فعالیت ویژه‌ای داشته‌است. کوشش‌های وی تا به امروز منجر به آزادی و بازگشت هزاران نفر از این بردگان خردسال به خانه‌هایشان در جنوب آسیا و افریقا شده‌است.
برنی از اوایل دهه ۱۹۹۰ موفق به جلب توجه نهادهای بین‌المللی به موضوع استفاده از کودکان خردسال در مسابقات حرفه‌ای شترسواری در سواحل جنوبی خلیج فارس شد. بنا بر گزارش دفتر دموکراسی حقوق بشر و کار ایالتی امریکا، کوشش وی تنها در خلال سال‌های ۲۰۰۳-۲۰۰۴ در امارات متحده عربی منجر به آزادی بیش از ۴۰۰ کودک شده‌است.
به دلیل کوشش‌های بنیاد بین‌المللی انصار برنی، از سال ۲۰۰۵ استفاده از کودکان در مسابقات شترسواری در کشورهای حاشیه خلیج فارس ممنوع اعلام شد. وی بارها اعلام کرده‌است که مأموریت خود را برای از بین بردن کامل چنین فعالیت‌هایی ادامه خواهد داد. فیلم مستند فعالیت‌های انصار برنی علیه برده‌داری کودکان شترسوار از شبکه تلویزیونی HBO موفق به کسب جایزهٔ امی و آلفرد دوپونت شد.

#### ۲۰۰۲- قتل ۷ مهاجر در مقدونیه
در ماه مارس سال ۲۰۰۲، شش مهاجر پاکستانی و یک هندی در حین ورود غیرقانونی به اروپا توسط مقامات مقدونیه دستگیر شدند. طبق نقشه از پیش تعیین شده، این مهاجرها به نزدیکی سفارت امریکا در مقدونیه برده شده و به قتل رسیدند. از جنازه‌های این افراد عکس‌هایی تهیه و به نام تروریست منتشر شد. این عمل به جهت تلاش برای اثبات اعتبار مقدونیه در صف نخست هم پیمانان آمریکا در مبارزه با ترور انجام شد.
در آن زمان، مقامات مقدونیه اعلام کردند که این افراد از پاکستان برای حمله به سفارت امریکا به مقدونیه سفر کرده‌اند. اقدامات مقام‌های مقدونیه توسط پلیس این کشور شناسایی و خنثی شد. این عملیات توسط وزیر امور داخلی وقت مقدونیه، لوبه بوسکوسکی(Ljube Boskovski) طراحی و توسط عوامل وی به مرحله اجرا درآمده بود. جزئیات دربارهٔ این اتفاق فجیع پس از مداخله نهاد بین‌المللی انصار برنی فاش شد. هنگامی که انصار برنی برای طرح درخواست بازداشت بوسکوسکی به مقدونیه سفر کرد، بوسکوسکی از مقدونیه گریخته بود. جسد قربانیان به زادگاهشان منتقل و غرامت‌هایی به خانواده آن‌ها داده شد.

#### ۲۰۰۳ - اتهام ۱۰ تکواندو کار پاکستانی به ترور
ده تکواندو کار پاکستانی که نمایندگی کشورشان را در مسابقات لیتوانی به عهده داشتند، به اتهام تروریسم بازداشت شدند. پس از بررسی‌های بنیاد انصار برنی مشخص شد که تنها جرم این بازیکنان، رزرو پرواز برگشت به پاکستان، از مسیر روسیه بوده‌است، پروازی که یک تیم بسکتبال اسرائیلی نیز آن را رزرو کرده بوده‌است. این افراد بدون هیچ گونه مستنداتی تنها به دلیل مسلمان بودن و پاکستانی بودن بازداشت شده بودند.

#### ۲۰۰۵ – فروش ۶۰ تبعه پاکستان در بازار برده سودان
در مارس ۲۰۰۵، شصت پاکستانی که توسط نمایندهٔ یک شرکت نفتی دعوت به کار شده بودند، در جستجوی زندگی بهتر و کار به‌طور قانونی وارد خارطوم پایتخت سودان شدند. پس از ورود به سودان، آن‌ها متوجه شدند که به یک اردوگاه برده داری در شهر باگیر، (در نزدیکی خارطوم) فروخته شده‌اند. اردوگاهی که توسط مأموران مسلح حفاظت میشد و هیچ‌گونه راه فراری برای آن‌ها وجود نداشت. این افراد پنج ماه در زندان‌های خصوصی نگهداری میشدند، و به عنوان کارگر اجباری از آن‌ها استفاده میشد. در برابر کار به آنها، برنج پخته و آب کثیف داده میشد.

درنهایت آن‌ها موفق به برقراری ارتباط با سفارت پاکستان در سودان شدند. سفارت پاکستان از این قربانیان حمایت کرد تا زمانی که مشخص شد در حقیقت شرکتی که وظیفه مسافرت و پیدا کردن کار برای این افراد را به عهده داشته‌است، متعلق به یکی از وزرای پاکستان است. به همین دلیل سفارت پاکستان حمایت خود را از این افراد قطع کرد. بنیاد انصار برنی توسط دواطلبان از این مورد قضایی آگاه شد و به حمایت از این قربانیان پرداخت. در نهایت این افراد چندین ماه بعد به پاکستان بازگردانده شدند.

#### ۲۰۱۱- آزادی ۲۲ گروگان دزدان دریایی سومالی
در تاریخ ۲ اوت ۲۰۱۰ یک کشتی باری پاناما با ۲۲ خدمه توسط دزدان دریایی سومالی به گروگان گرفته شد. خدمه این کشتی شامل یازده مصری، شش هندی، چهار پاکستانی و سریلانکایی بود. گروگان گیران درخواست ۲۰ میلیون دلار برای آزادی خدمه از صاحب کشتی داشتند، این درحالی بود که شرکت صاحب کشتی باری فقط توانایی پرداخت ۱ میلیون دلار را داشت.
در اوج ناامیدی گروگان گیران اجازه دادند تا خدمه کشتی با خانواده های خود تماس برقرار کنند. در حالی که خانواده‌ها نیز موفق به جمع‌آوری این مقدار پول نشدند، انصار برنی به همراه فرماندار ایالت سند با ایجاد یک کمپین ملی و بین‌المللی و با سفر به هند، مصر، امارات متحده عربی و سومالی درصدد جمع‌آوری این پول برآمدند. گروگانان سرانجام در ۱۳ ژوئن ۲۰۱۱ آزاد شدند و کشتی آن‌ها با مشایعت نیروی دریایی نیروی زمینی پاکستان به کراچی منتقل شد.

#### ۲۰۱۲- بازگرداندن پیکر محمد اجمل قصاب به پاکستان
در نوامبر ۲۰۱۲، پس از اعلام دولت هند مبنی بر عدم درخواست دولت پاکستان بر بازگرداندن جسد محمد اجمل قصاب که در حادثه تروریستی بمب‌گذاری در هند دست داشت، انصار برنی بنا به دلایل انسان دوستانه از دولت هند درخواست کرد تا جسد وی برای دفن به پاکستان بازگردانده شود.

## مبارزه با فساد مالی و اداری
در ۲۲ اوت ۲۰۱۱، انصار برنی عید فطر را عید مبارزه با فساد اعلام کرد. این حرکت در حمایت از جنبش ضد فساد آنه هزاره در هند بود.

## زندگی خصوصی
انصار برنی فرزند سید مختار احمد برنی است. او دارای دو پسر و یک دختر و یک نوه‌است. او ساکن شهر کراچی پاکستان است هرچند که بیشتر اوقات را در سفر به سرتاسر پاکستان و نقاط مختلف دنیا طی می‌کند. او مسلمان سنی است.